# Ivo Smoje
Ivo Smoje (Osijek, 21. studenog 1978.) hrvatski je nogometni trener i bivši nogometaš. Svoju profesionlnu karijeru započeo je u NK Osijeku. 2002. Godine odlazi u NK Kamen Ingrad u kojemu provodi dvije godine.
Godine 2004. vraća se u svoj klub NK Osijek. Ivo Smoje postaje miljenik navijača te postaje kapetan NK Osijeka. 2009. godine prelazi u Hajduk Split gdje je većinu sesone presjedio na klupi, ipak odigrao je 4 prvenstvene utakmice i dvije za Kup, te pet prijateljskih nastupa. Već sljedeće sezone se vraća u NK Osijek.
Karijeru je završio u ožujku 2014.